# Mandevilla sancta-martae
Mandevilla sancta-martae är en oleanderväxtart som beskrevs av J.F.Morales. Mandevilla sancta-martae ingår i släktet Mandevilla och familjen oleanderväxter. Inga underarter finns listade i Catalogue of Life.